# Chrysocraspeda erythraria
Chrysocraspeda erythraria là một loài bướm đêm trong họ Geometridae.